# Chlorophytum nzii
Chlorophytum nzii är en sparrisväxtart som beskrevs av Auguste Jean Baptiste Chevalier och Frank Nigel Hepper. Chlorophytum nzii ingår i släktet ampelliljor, och familjen sparrisväxter. Inga underarter finns listade i Catalogue of Life.